# Cornelius van Straaten
Cornelius van Straaten (Utrecht, 17 mei 1883 – Venlo, 26 december 1964) was een Nederlands glazenier. Hij wordt ook vermeld als Corns van Straaten.

## Leven en werk
Van Straaten was een zoon van Cornelius van Straaten en Elisabeth Genoveva Christina Smit. Zijn vader was bouwkundige en een kleinzoon van de Utrechtse schilder Bruno van Straaten. Van Straaten werd opgeleid in de praktijk in het Atelier van Cuypers in Roermond. Hij leerde verder aan de Rijksacademie in Amsterdam. 
Hij richtte vervolgens een eigen atelier op in zijn geboorteplaats, dat zich richtte op het maken van gebrandschilderd glas. In 1912 ging hij een vennootschap aan met H.A.M. de Vos, die ervaring had opgedaan bij Heinrich Geuer. Rond 1920 werd de samenwerking verbroken en ging Van Straaten weer voor zichzelf verder. Het atelier maakte ramen in een traditionele, vaak laatgotische en realistische stijl. Meestal in opdracht van kerken, maar ook voor fabrieken en andere gebouwen. Van Straaten maakte ook kartons voor anderen en voerde ontwerpen uit voor diverse kunstenaars. In 1957 beëindigde Van Straaten zijn bedrijf. Hij vestigde zich in Venlo, waar hij in 1964, op 81-jarige leeftijd, overleed.

## Werken van het atelier Van Straaten (selectie)
- glas-in-loodraam (1902) voor de St. Catharinakathedraal in Utrecht (westvenster)
- glas-in-loodramen (1915) voor de Sint-Ansfriduskerk in Amersfoort
- glas-in-loodramen (1920) voor de Sint-Jacobskerk in 's-Hertogenbosch
- glas in lood (1923) voor de kerk Geboorte van de Heilige Johannes de Doper in Montfoort
- glas-in-loodramen (1923-1926) voor de Sint-Nicolaaskerk in IJsselstein
- drie ramen in het koor (1925) van de Sint-Martinuskerk in Gaanderen
- glas in lood (1927) voor de Sint-Johannes de Doperkerk in Breukelen
- glas-in-loodramen (1927-1934) voor de Sint-Michaëlkerk in Woudsend
- glas in lood (1928) voor de Heilig Hartkerk in Vinkeveen
- glas in lood (1936) voor de Sint-Petrus' Bandenkerk in Oirschot

## Afbeeldingen

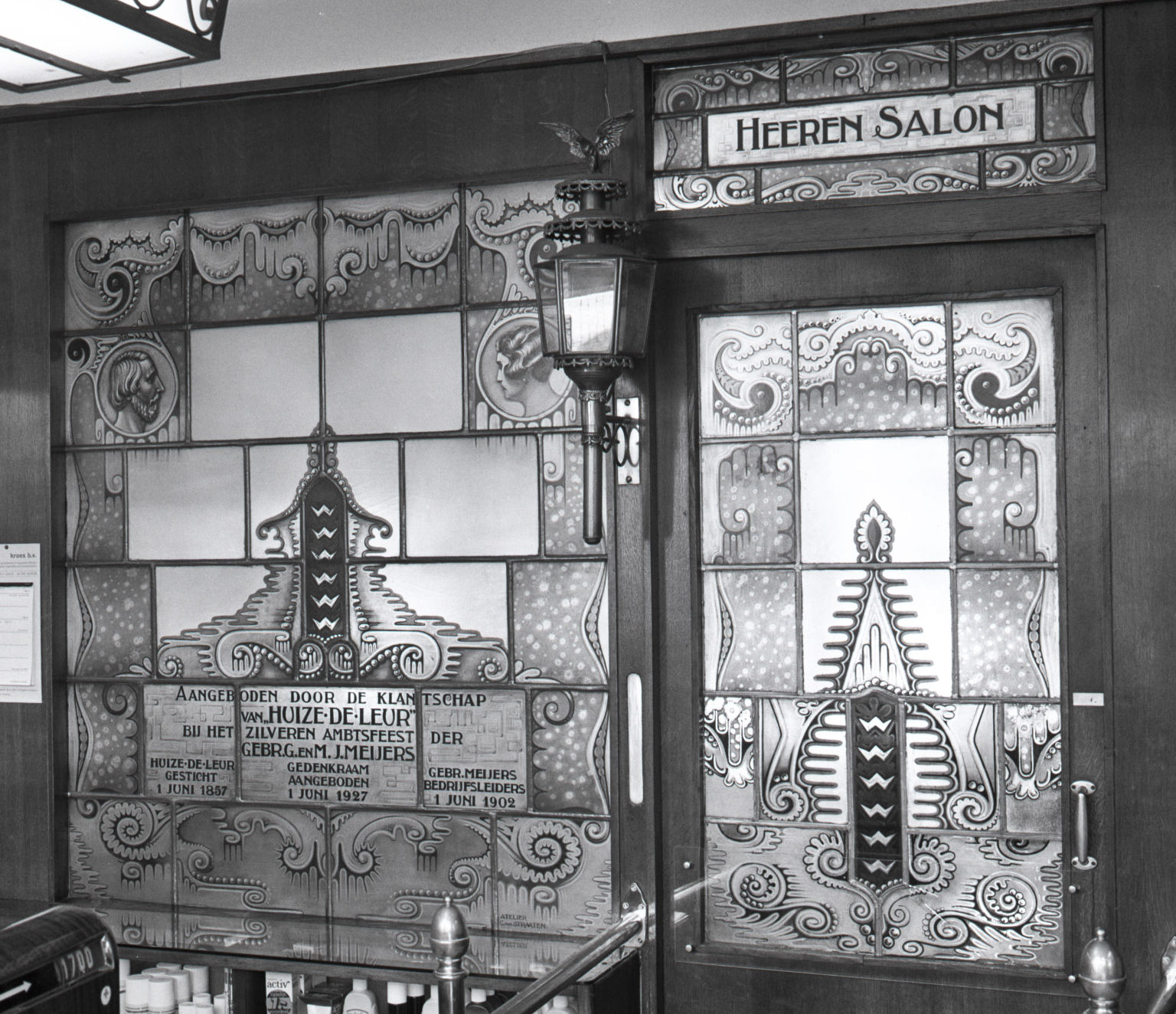
Gedenkraam (1927) in Herenkapsalon De Leur, Utrecht
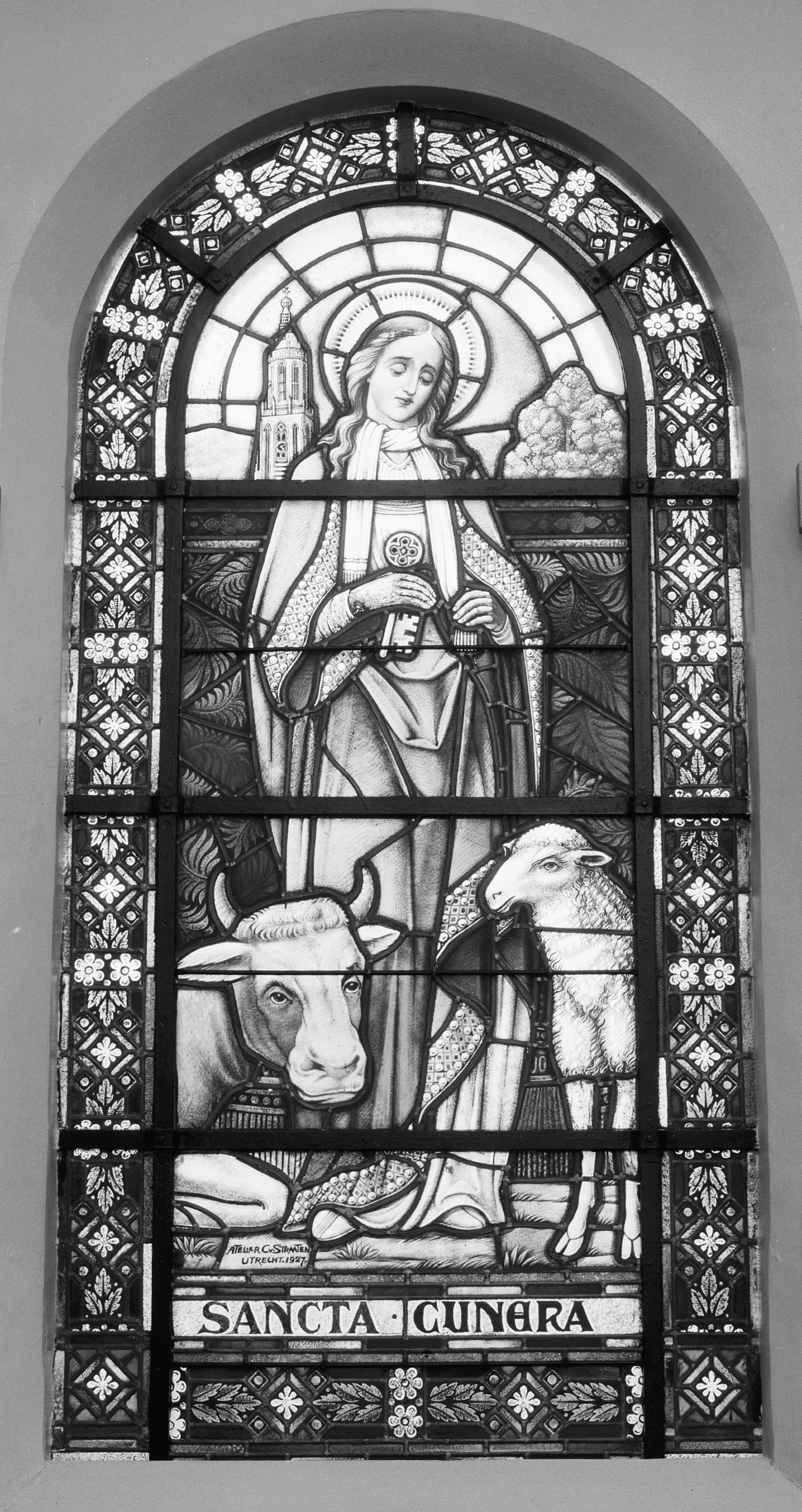
Cuneraraam (1927), Woudsend
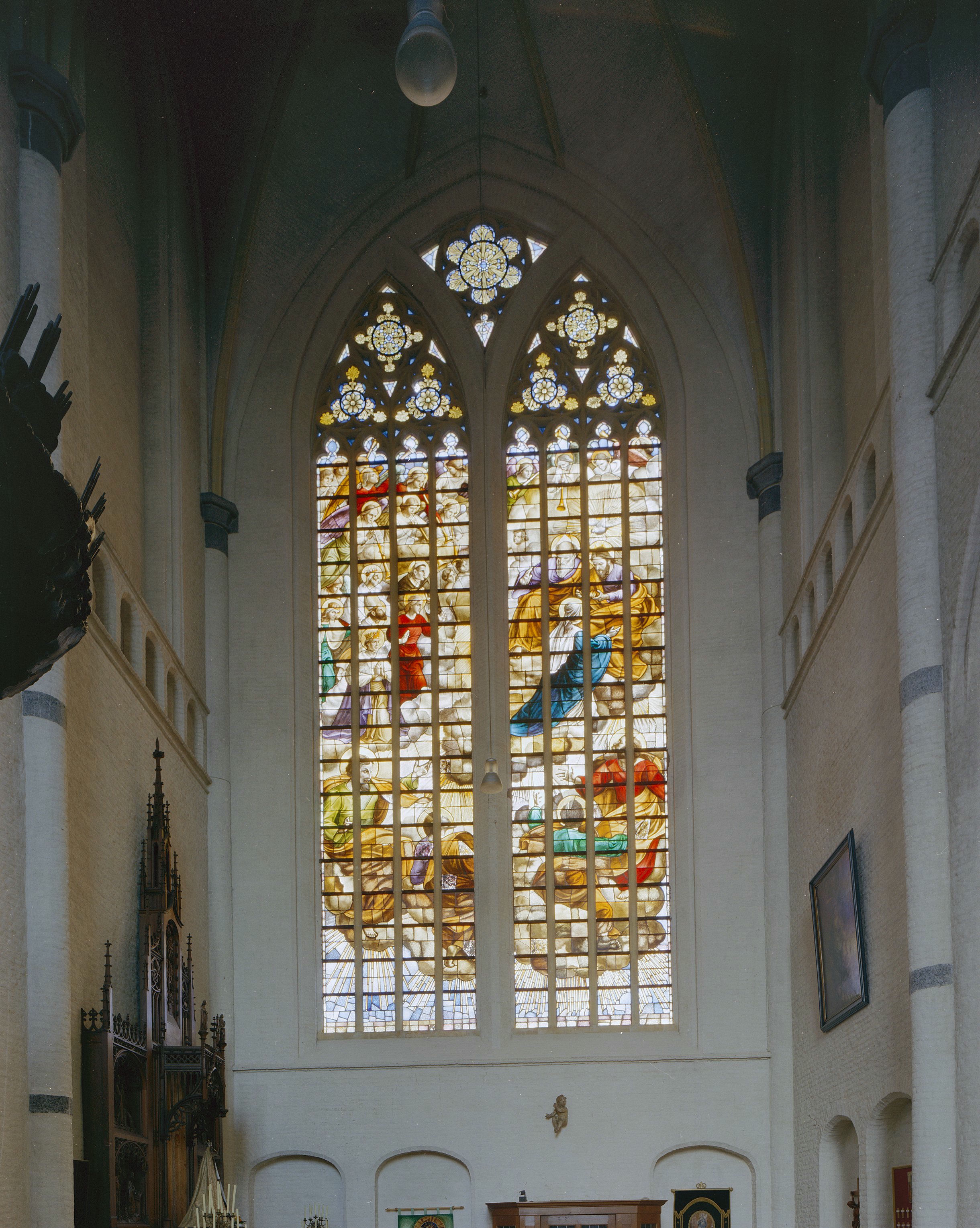
Kroning van Maria (1936), Oirschot
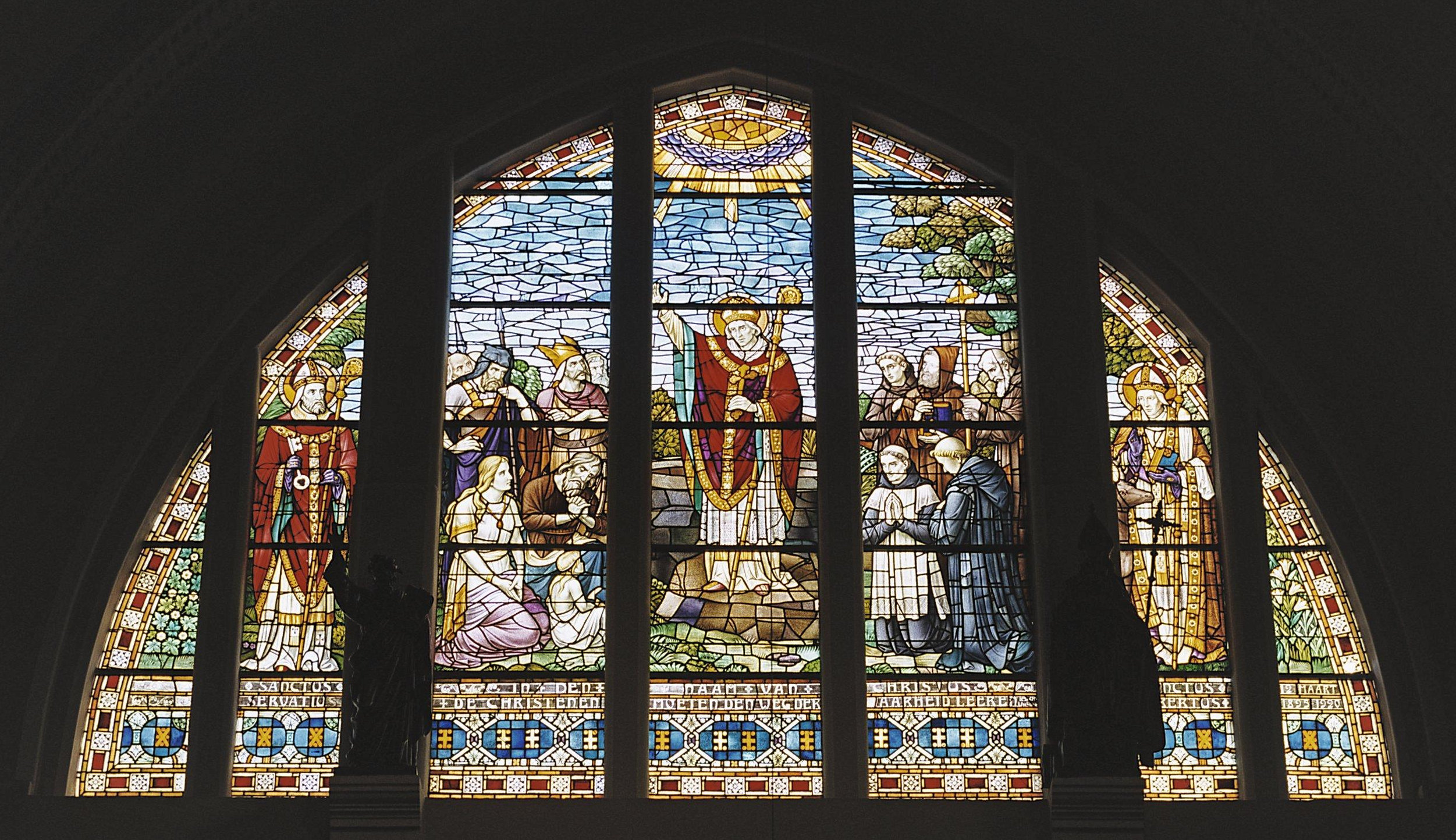
Sint-Jacobskerk, 's-Hertogenbosch